# Marjosaari (ö i Norra Savolax, Kuopio, lat 62,79, long 28,19)
Marjosaari är en ö i Finland. Den ligger i sjön Suvasvesi och i kommunen Kuopio i den ekonomiska regionen  Kuopio ekonomiska region  och landskapet Norra Savolax, i den centrala delen av landet, 300 km nordost om huvudstaden Helsingfors. Öns area är 7,5 hektar och dess största längd är 440 meter i nord-sydlig riktning.